# Rincon (Nou Mèxic)
Rincon és una concentració de població designada pel cens dels Estats Units a l'estat de Nou Mèxic. Segons el cens del 2000 tenia 220 habitants.

## Demografia
Segons el cens del 2000, Rincon tenia 220 habitants, 60 habitatges, i 55 famílies. La densitat de població era de 82,5 habitants per km².
Dels 60 habitatges en un 48,3% hi vivien nens de menys de 18 anys, en un 71,7% hi vivien parelles casades, en un 13,3% dones solteres, i en un 8,3% no eren unitats familiars. En el 8,3% dels habitatges hi vivien persones soles el 6,7% de les quals corresponia a persones de 65 anys o més que vivien soles. El nombre mitjà de persones vivint en cada habitatge era de 3,67 i el nombre mitjà de persones que vivien en cada família era de 3,76.
Per edats la població es repartia de la següent manera: un 37,3% tenia menys de 18 anys, un 9,1% entre 18 i 24, un 22,7% entre 25 i 44, un 20,9% de 45 a 60 i un 10% 65 anys o més.
L'edat mediana era de 31 anys. Per cada 100 dones de 18 o més anys hi havia 97,1 homes.
La renda mediana per habitatge era de 18.929 $ i la renda mediana per família de 18.068 $. Els homes tenien una renda mediana de 15.972 $ mentre que les dones 11.250 $. La renda per capita de la població era de 7.572 $. Aproximadament el 18,9% de les famílies i el 31,7% de la població estaven per davall del llindar de pobresa.

## Poblacions més properes
El següent diagrama mostra les poblacions més properes.